# محمدعلی سرلک

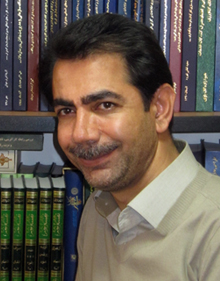
محمدعلی سرلک ۱

محمدعلی سرلک، (زاده ۵ فروردین ۱۳۴۹ در شهرستان الیگودرز) استاد رشته مدیریت رفتار سازمانی، رئیس مرکز تحصیلات تکمیلی دانشگاه پیام نور (از اواخر سال ۱۳۸۵ تاکنون)، سردبیر و مدیر مسئول سه مجله علمی-پژوهشی، شاعر و ورزشکار حرفه‌ای است.
سرلک در تاریخ ۸ دی سال ۱۳۹۳ با حکم محمد فرهادی، وزیر علوم به سمت سرپرست دانشگاه پیام نور منصوب شد و تا ۲۸ مهر ۱۳۹۴ در این سمت بود.

## زندگی‌نامه
دکتر محمدعلی سرلک در ۴۳ سالگی به مرتبه استاد تمام در رشته مدیریت رفتار سازمانی دست یافت. سرلک از هشتم دی ماه ۱۳۹۳، حدود نه ماه سرپرست دانشگاه پیام نور بود.

### تحصیلات
- کارشناسی مدیریت بازرگانی از دانشگاه تهران، ۱۳۷۲
- کارشناسی ارشد مدیریت بازرگانی از دانشگاه تهران، ۱۳۷۴
- دکتری مدیریت رفتارسازمانی از دانشگاه تهران، ۱۳۸۴

## فعالیت‌های علمی
نظریه چهره‌های سازمان در قالب یک کتاب مرجع ۵ جلدی تحت عنوان چهره‌های جدید سازمان‌ها در قرن بیست و یکم (THE NEW FACES OF ORGANIZATIONS IN THE 21ST CENTURY) ارائه و به زبان انگلیسی و با مشارکت بیش از یکصد نفر از اساتید دانشگاه‌های معتبر دنیادر کانادا به چاپ رسید.

### تبیین مفهوم چهره‌های سازمان
مفهوم چهره سازمان از نظر مبانی نظری ریشه در دو نگرش سازمان به عنوان سیستم طبیعی و استعاره سازمان به عنوان موجود زنده<rورگان، گرت، ۱۳۸۳، سیمای سازمان، ترجمه اصغر مشبکی، تهران، دانشگاه تهران)</ref> دارد. طبق این دو نگرش، سازمان‌ها موجوداتیluدیکشنری مریام وبستر از چهره به عنوان ابزار شناسائی یاد شده‌است. سازمان‌ها همچون انسان‌ها دارای چهره هستند. منظور از چهره سازمان آن خصایص چشمگیری است که باعث شناسائی و تمایز یک سازمان از سازمان دیگر می‌شود. سازمان هادارای ۵ رکن افراد، اهداف، فناوری، ساختار و محیط هستند. مدیریت عالی سازمان با تأکید صرف بر هر یک از ارکان سازمان، می‌تواند چهره متمایزی از سازمان خود به نمایش بگذارد.
بر این اساس، ۵ طبقه عمده از چهره‌های سازمان عبارتند از:
چهره‌های هدف گرا، چهره‌های انسان گرا، چهره‌های ساختار گرا، چهره‌های فناوری گرا و چهره‌های محیط گرا. هر طبقه از چهره‌های سازمان، خود به چهره‌های فرعی تری تقسیم می‌شود.

### راه‌اندازی مرکز تحصیلات تکمیلی پیام نور
سرلک در اواخر سال ۱۳۸۵ مرکز تحصیلات تکمیلی (دکتری) دانشگاه پیام نور را راه‌اندازی نمود و از آن زمان تا دی ماه ۱۳۹۳ ریاست این مرکز را عهده‌دار بود. راه‌اندازی بیش از ۳۵ رشته / گرایش در مقطع دکتری دانشگاه پیام نور از افتخارات وی به‌شمار می‌آید.

### مدیر مسئول و سردبیر مجلات علمی-پژوهشی
سرلک مدیر مسئول مجله علمی-پژوهشی مطالعات رفتار سازمانی و سردبیر مجله علمی - پژوهشی مدیریت سازمان‌های دولتی و سردبیر مجله انگلیسی آکادمی مدیریت رفتار سازمانی (کانادا) است.

### عضویت در هیئت مدیره انجمن علمی مدیریت رفتار سازمانی
دکتر سرلک از ۱۳۸۹ تا۱۳۹۲ به عنوان عضو هیئت مدیره انجمن مدیریت رفتار سازمانی که انجمنی با رتبه علمی A است، ایفای نقش نموده و مسئولیت بخش بین‌الملل این انجمن را عهده‌دار بوده‌است. وی هم‌اکنون عضو شورای راهبردی این انجمن است.

## فعالیت‌های ورزشی
وی در کنار فعالیت‌های علمی و هنری، فعالیت‌های ورزشی را به عنوان ضامن سلامتی فراموش نکرده‌است. او از نوجوانی به صورت حرفه‌ای به ورزش تکواندو روی آورد و در حال حاضر دارای دان ۴ تکواندو است.

## آثار علمی

### کتاب‌های علمی منتشر شده در سایت آمازون آمریکا
- The New Faces of Organizations in the 21st Century (Volume 1), NAISIT, 2011, CANADA
- The New Faces of Organizations in the 21st

- چان در قرن بیست و یکم– جلدچهارم-۱۳۹۱-نشر مرجع دانش- تهران